# Erik Öfverbeck
Per Erik Öfverbeck, född 27 april 1912 i Västerås, död 13 oktober 1998 i Varberg, var en svensk tidningsman.
Öfverbeck, som var son till köpman Bror Öfverbeck och Selma Bergvall, anställdes på Vestmanlands Allehanda 1933, på Köpings-Posten 1935, på Skaraborgs Läns Annonsblad i Skövde 1939 och på Smålandsposten i Växjö 1944. Han blev chefredaktör och direktör för Norrlandsfolket i Kiruna 1952, var anställd på Folkpartiets nyhetsbyrå Folkpress 1956, blev andre redaktör för Mellersta Skåne 1957 samt var chefredaktör och ansvarig utgivare för sistnämnda tidning 1961–1977. Han var styrelseledamot i AB Mellersta Skånes Tidning och Mellersta Skånes Tidnings Förlags AB från 1958 samt styrelseledamot och sekreterare i Tidningsutgivarnas södra krets. Han var bland annat ordförande i Hörby köpings industrinämnd och ledamot av skolstyrelsen.